# William Glackens

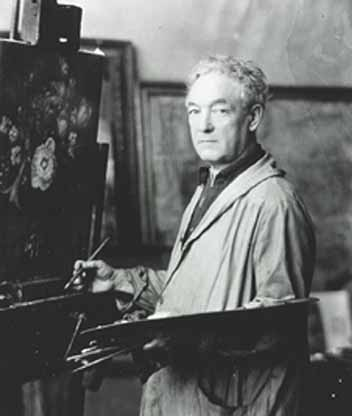
William Glackens, um 1915

William James Glackens (* 13. März 1870 in Philadelphia, Pennsylvania; † 22. Mai 1938 in Westport, Connecticut) war ein amerikanischer Maler und Illustrator. Er war 1908 Mitbegründer der Ashcan School in New York.

## Leben und Werk

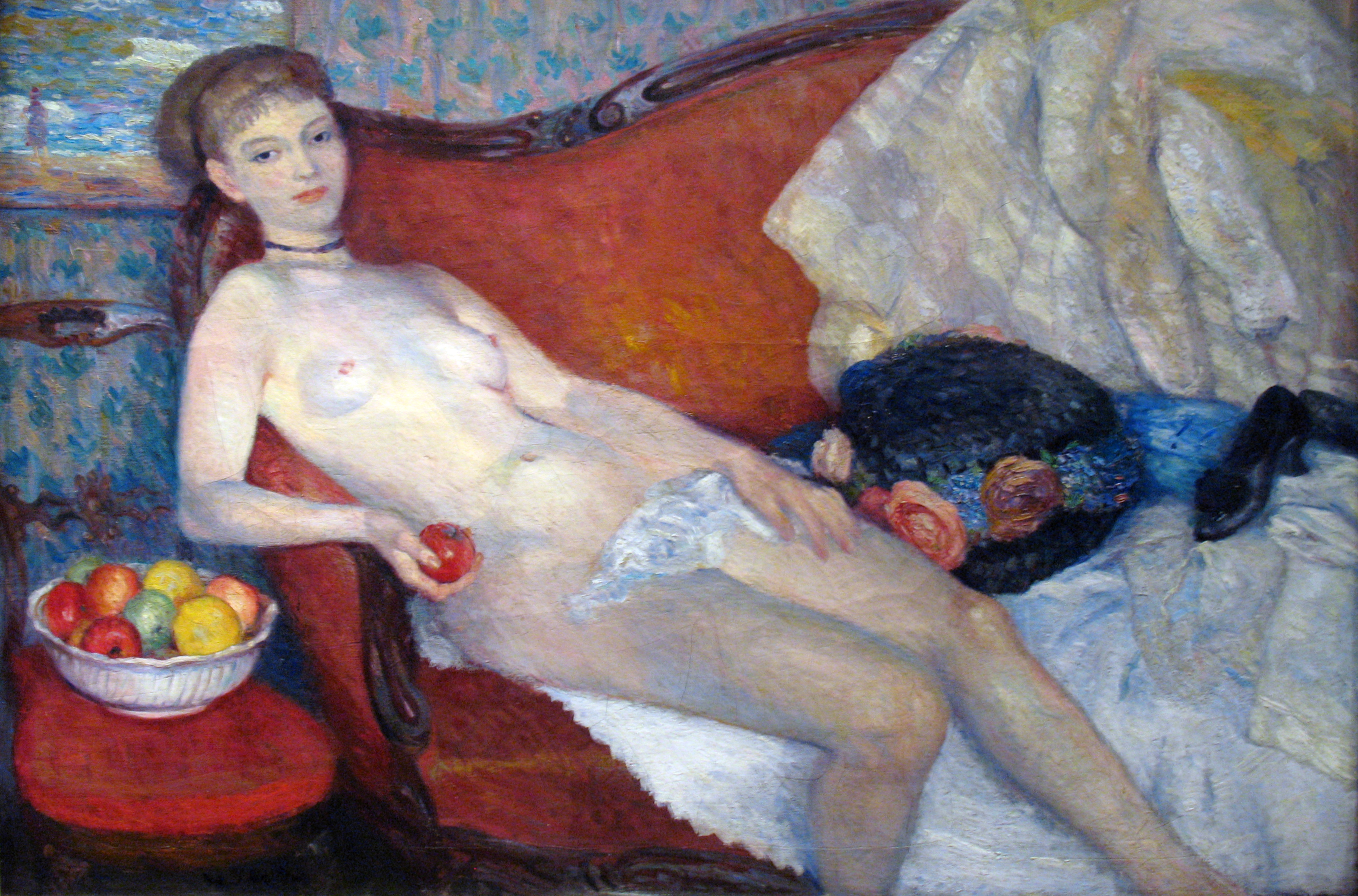
William Glackens: Nude with Apple, 1910

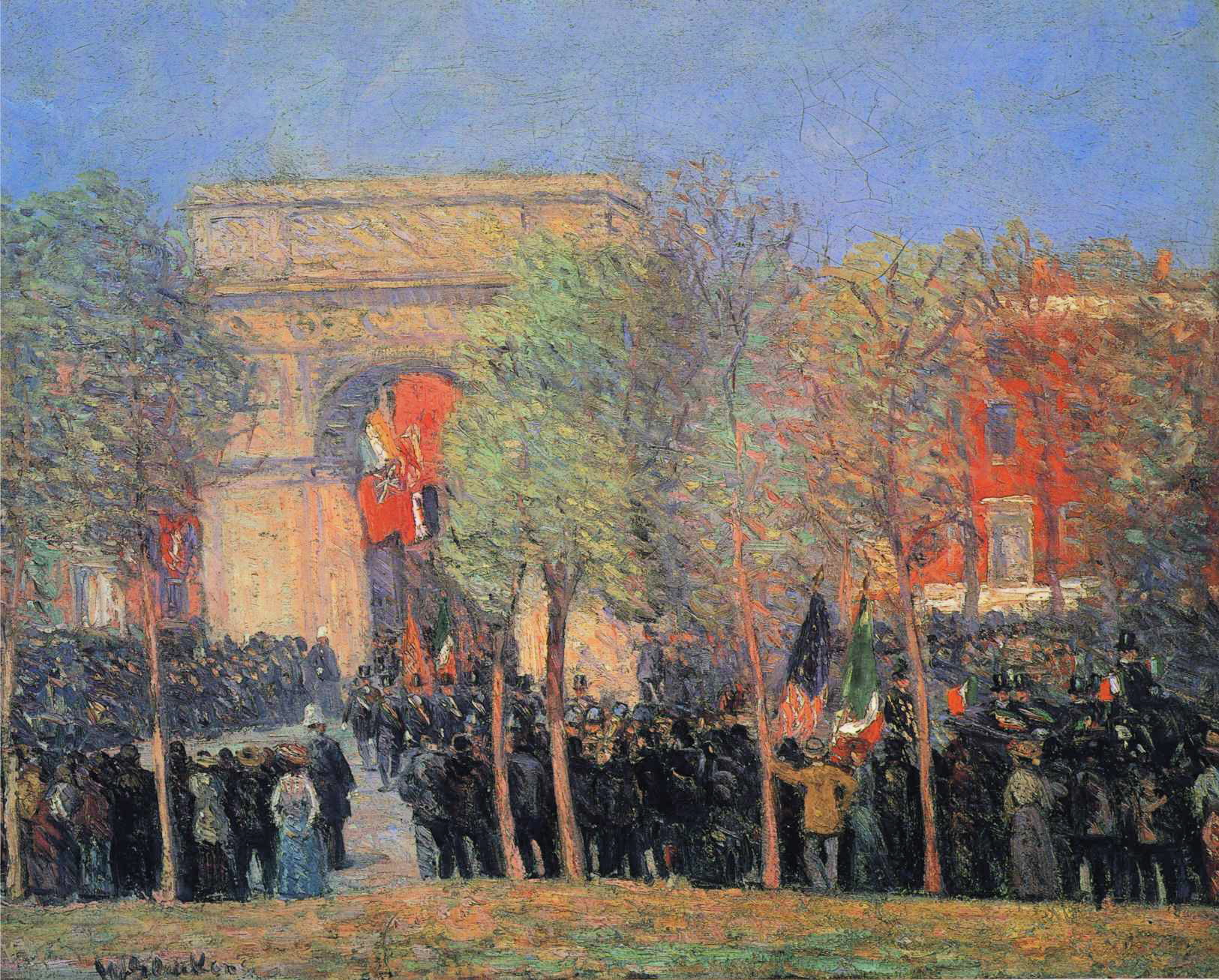
William Glackens: Italo-American Celebration, Washington Square, 1912

William Glackens arbeitete nach seinem Abschluss zunächst für die Tageszeitung The Philadelphia Record und dann als Illustrator für die Philadelphia Press. Nach Feierabend studierte er eine Zeitlang an der Pennsylvania Academy of the Fine Arts bei Thomas Anshutz; über seinen Kommilitonen John French Sloan lernte er Robert Henri kennen. Aus diesem Kreis erwuchs die Ashcan School.
1895 reiste Glackens gemeinsam mit anderen Malern nach Europa. Nach Holland zog er für ein Jahr nach Paris. Nach seiner Rückkehr nach Philadelphia begann er, im Stil James McNeill Whistlers malend, mit der Landschaftsmalerei. Zusammen mit George Benjamin Luks besuchte er 1898 Kuba und begann, wieder in Pennsylvania, mit dem Malen von Großstadtszenen. 1906, wieder in Frankreich, besuchte er zudem Spanien. 1908 hatte er eine erste Ausstellung zusammen mit The Eight.
1912 reiste er für seinen Schulfreund Albert C. Barnes nach Paris, um moderne europäische Malerei zu erwerben, die später den Grundstock für die Barnes Foundation in Philadelphia bildete. Darunter befanden sich beispielsweise Werke von Paul Cézanne, Pierre-Auguste Renoir und Pablo Picasso. Glackens wurde auch von Barnes gefördert und sein Werk in dessen Kunstsammlung aufgenommen. Er nahm 1913 an der Ausstellung der Armory Show in New York teil und beteiligte sich 1917 an der ersten Ausstellung der Künstlervereinigung Society of Independent Artists, deren erster Vorsitzender er war. In dieser Funktion lehnte er Marcel Duchamps Ready-made Fountain, das dieser unter dem Pseudonym R. Mutt eingereicht hatte, in einer Presseerklärung ab. Seine Begründung war, das eingereichte Objekt sei kein Kunstwerk. Duchamp und Walter Conrad Arensberg traten daraufhin unter Protest vom Vorstand zurück.
In New York setzte Glackens sein Sujet fort, das Treiben des Großstadtlebens als Motiv. Stilistisch orientierte er sich an den Impressionisten, besonders an Édouard Manet. Im Laufe seines Schaffens wurde die Malweise heller.
1936 wurde er in die American Academy of Arts and Letters gewählt.

## Werke in öffentlichen Sammlungen
Eine mehr als 500 Arbeiten umfassende Sammlung von Werken Glackens' ist in einem eigenen Flügel im Museum of Art Fort Lauderdale in Florida, USA ausgestellt.